# Supercupa Europei 2023
Supercupa Europei 2023 a fost cea de-a 48-a ediție a Supercupa Europei, un meci anual de fotbal organizat de UEFA și disputat de campionii în vigoare ai primelor două competiții europene de cluburi, UEFA Champions League și UEFA Europa League. Meciul va prezenta câștigătorii Ligii Campionilor UEFA 2022–23 și ai UEFA Europa League 2022–23. S-a jucat pe Stadionul Karaiskakis din Pireu, Grecia, în august 2023. Inițial, trebuia să aibă loc pe stadionul Ak Bars Arena din Kazan, Rusia,  dar a fost mutat după invazia militară a Rusiei în Ucraina.
Manchester City a câștigat meciul cu 5–4 la lovituri de departajare, după ce la finalul celor 90 de minute regulamentare scorul fusese egal, 1-1. E primul trofeu al Supercupei Europei cucerit de City.